# Vítězslav Kotásek
Vítězslav Kotásek (11. května 1946 Mikulčice – 27. února 2022) byl český fotbalový záložník. V sezoně 1977/78 získal mistrovský titul se Zbrojovkou Brno pod vedením Josefa Masopusta.

## Hráčská kariéra
Fotbal začal hrát ve Slovanu Hodonín, do patnácti let v Hodoníně chytal v bráně. Během učení v Chomutově z něj udělali útočníka a na tomto postu hrál dorosteneckou ligu. Po návratu do Hodonína začal hrát I. A třídu. Před sezonou 1967/68 narukoval do druholigové Dukly Nitra jako lední hokejista. Po třech měsících byl převelen do Hodonína a v nově založené Dukle Hodonín začínal ve fotbalové třetí třídě. Po návratu do civilu hrál jednu sezónu za Slovan Hodonín a pak přestoupil do druholigové Zbrojovky Brno. Vystřídal v ní všechny posty s výjimkou brankáře, nejraději a nejčastěji hrál jako pravý nebo ofenzivní záložník. V roce 1981 s ním přestal trenér Karel Brückner počítat a proto skončil s vrcholovým fotbalem. Po Kyjově a Domašově končil v rakouském Poysdorfu jako hrající trenér.

### Evropské poháry
V evropských pohárech nastoupil třináctkrát – 4 zápasy v Poháru mistrů evropských zemí v sezóně 1978/79 a 9 zápasů (4 vstřelené góly) v Poháru UEFA v sezóně 1979/80.

### Ligová bilance
Za Zbrojovku Brno nastoupil v lize k 271 utkáním a dal 56 gólů, ve druhé lize odehrál více než 21 utkání a dal 9 gólů. Je brněnským rekordmanem – 56 ligových gólů záložníka.
| Ročník                                   | Zápasy | Góly | Minuty | Klub              |
| ---------------------------------------- | ------ | ---- | ------ | ----------------- |
| 2. československá fotbalová liga 1968/69 | –      | 0    | –      | TJ Zbrojovka Brno |
| 2. československá fotbalová liga 1969/70 | –      | 5    | –      | TJ Zbrojovka Brno |
| 2. československá fotbalová liga 1970/71 | 21     | 4    | –      | TJ Zbrojovka Brno |
| 1. československá fotbalová liga 1971/72 | 29     | 8    | 2 513  | TJ Zbrojovka Brno |
| 1. československá fotbalová liga 1972/73 | 30     | 8    | 2 623  | TJ Zbrojovka Brno |
| 1. československá fotbalová liga 1973/74 | 28     | 5    | 2 394  | TJ Zbrojovka Brno |
| 1. československá fotbalová liga 1974/75 | 27     | 6    | 2 283  | TJ Zbrojovka Brno |
| 1. československá fotbalová liga 1975/76 | 29     | 5    | 2 558  | TJ Zbrojovka Brno |
| 1. československá fotbalová liga 1976/77 | 29     | 9    | 2 467  | TJ Zbrojovka Brno |
| 1. československá fotbalová liga 1977/78 | 30     | 6    | 2 524  | TJ Zbrojovka Brno |
| 1. československá fotbalová liga 1978/79 | 23     | 4    | 1 429  | TJ Zbrojovka Brno |
| 1. československá fotbalová liga 1979/80 | 20     | 3    | 724    | TJ Zbrojovka Brno |
| 1. československá fotbalová liga 1980/81 | 26     | 2    | 1 088  | TJ Zbrojovka Brno |
| CELKEM I. LIGA                           | 271    | 56   | 20 603 |                   |